# HK Biełgorod
HK Biełgorod (ros. ХК Белгород) – rosyjski klub hokeja na lodzie z siedzibą w Biełgorodzie.

## Historia
Drużyna występowała w rozgrywkach RHL, z których została wycofana po sezonie 2012/2013.
W 2012 drużyna juniorska MHK Biełgorod przystąpiła do ligi MHL-B (od 2016 NMHL).